# Adrien Holy
Adrien Holy est un artiste peintre, lithographe et décorateur suisse né le 30 janvier 1898 à Saint-Imier, mort le 29 décembre 1978 à Genève.

## Biographie

### De Saint-Imier à Paris

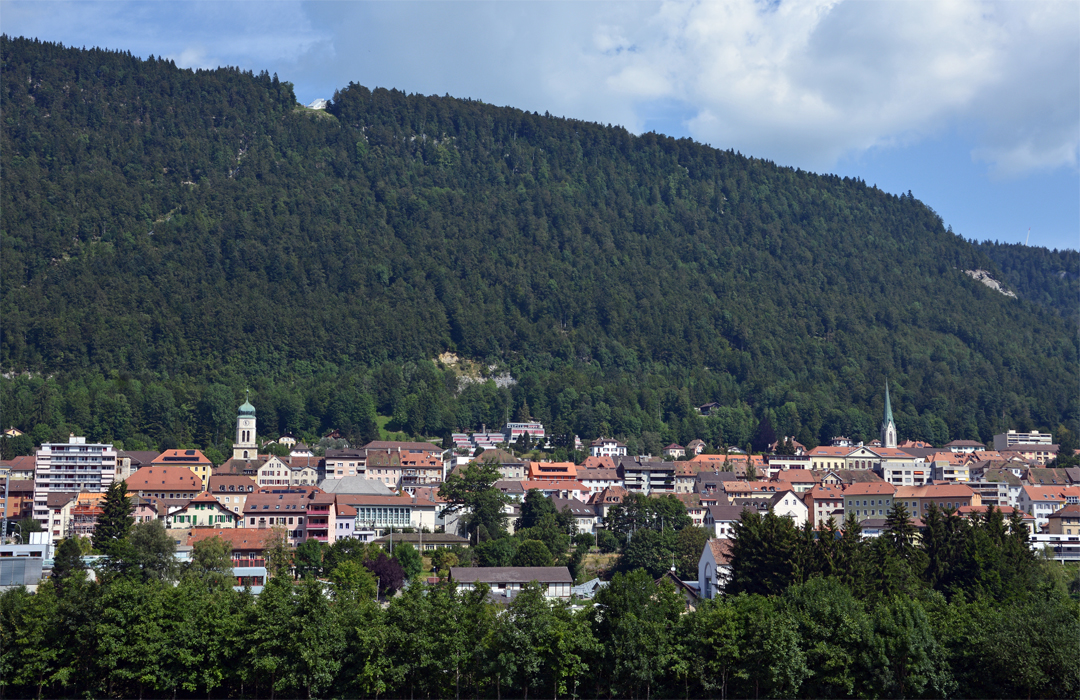
Saint-Imier

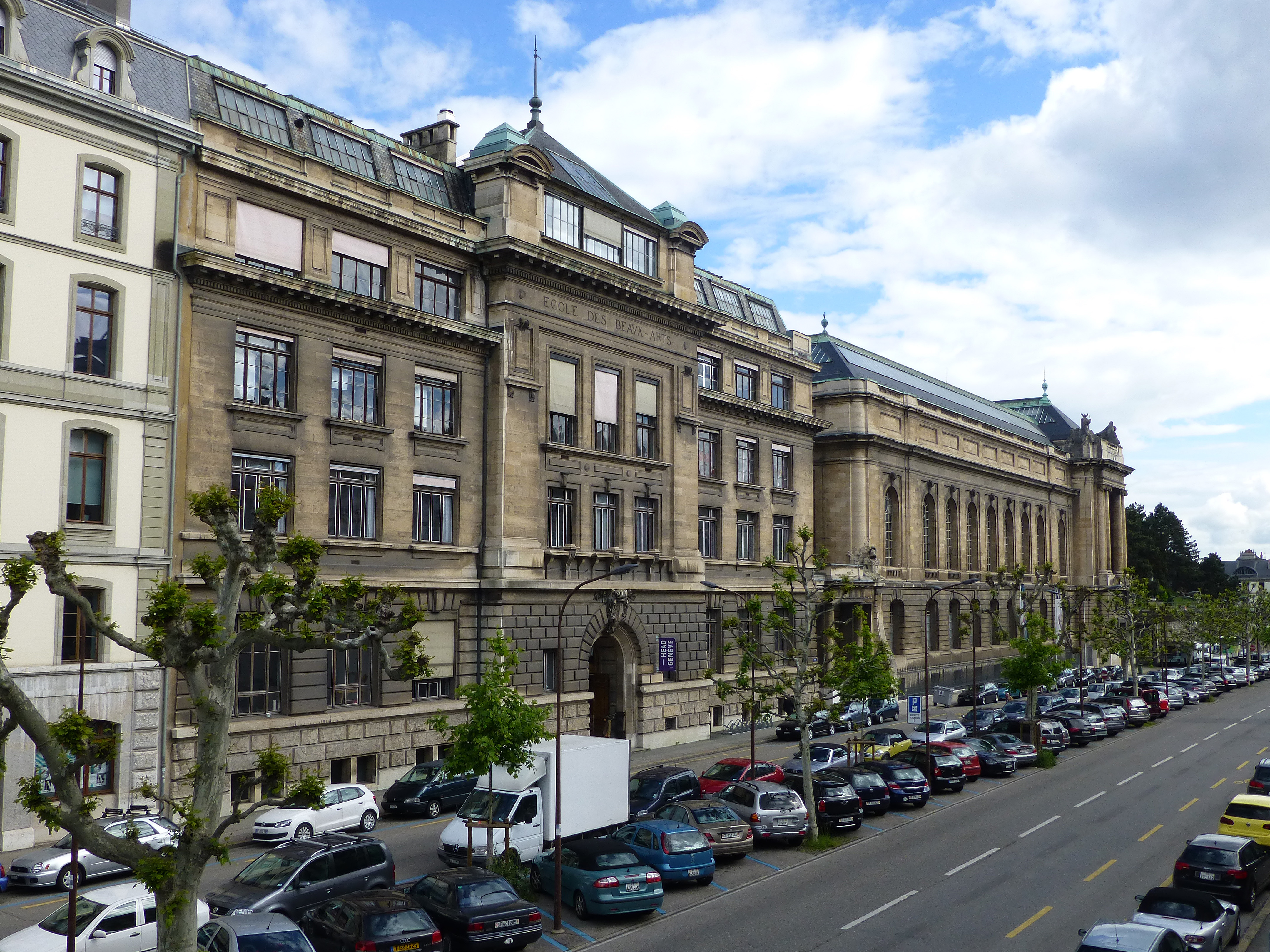
École des beaux-arts de Genève

Né dans le Jura suisse, son apprentissage de la sculpture dès l'enfance vise à ce qu'Adrien Holy exerce, à l'instar de son père Jules Holy (1872-1950) et de son oncle François Holy (1867-?), associés dans les Ateliers Holy Frères à Saint-Imier, le métier de graveur de médailles. On connaît une médaille, La Paix entre les hommes (1918) où la signature du jeune homme apparaît aux côtés des signatures de ses deux aînés.
Adrien Holy est cependant, après sa scolarité à Saint-Imier, élève de l'École d'art de La Chaux-de-Fonds, puis de l'École des beaux-arts de Genève. Après un séjour en Italie, il arrive à Paris en 1920 - il commence par y « connaître les heures dures et les tristes besognes », évoque Bernard Champigneulle, avant de travailler à la décoration théâtrale avec Gaston Baty - et s'installe au 50, rue Pernety dans le 14e arrondissement jusqu'en 1939.

### Mariage norgégien
En 1928, il épouse Ellisif Bentzen Bjørset (1903-1988), artiste peintre norvégienne, union dont maîtra un fils, Jean-Claude (1932-2007), futur mathématicien. C'est de la sorte, restitue Paul Fierens, qu'il est « attiré par les pays du Nord où il fait des séjours fréquents, prolongés, et dont il aime la lumière miraculeuse. Tout y prend une transparence, une sorte de résonance argentine, dont les tendres, les fins paysages et surtout les multiples gouaches qu'Holy rapporte de ses excursions aux environs d'Oslo, dans le port de Bergen, dans la campagne et dans les fjords, donnent l'impression, la sensation la plus juste », ce dont le Musée national d'art moderne à Paris conserve témoignage avec la gouache Fjord d'Oslo.

### Les cinq de la N.G.S.

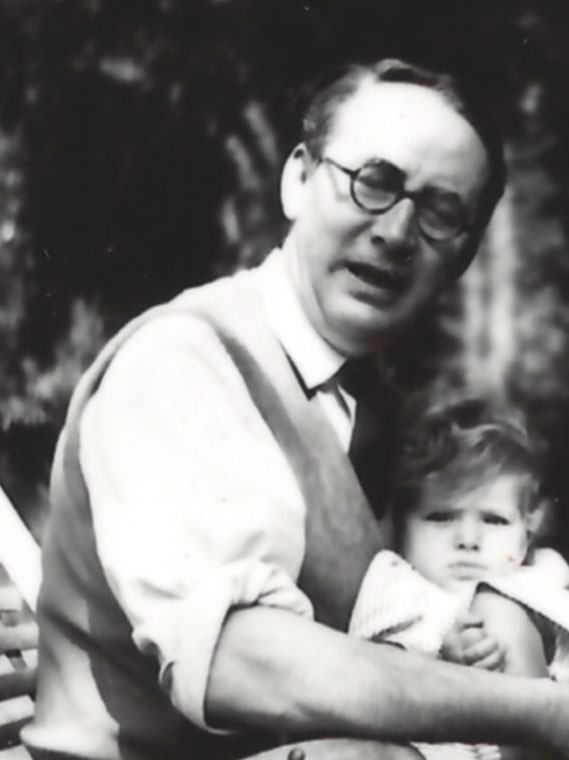
Raymond Legueult

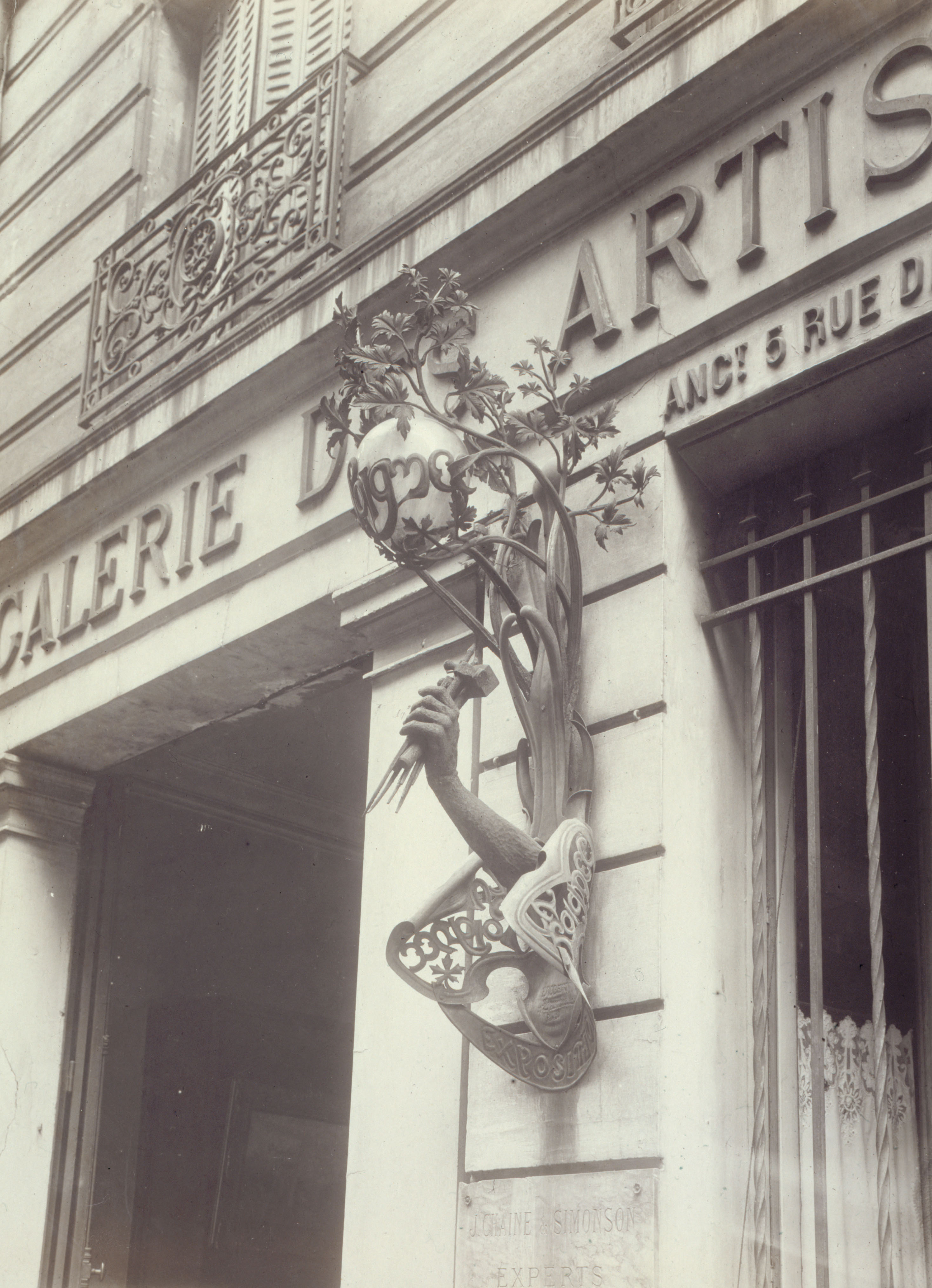
Galerie Simonson, Paris

Participant aux principaux salons parisiens, Adrien Holy est présenté en 1933 par Roger Brielle au Grand Prix de peinture Jacques Darnetal qui est attribué par vote de critiques d'art à la Galerie Georges Bernheim à Paris. Il y obtient la deuxième place derrière Raymond Legueult, devant Maurice Georges Poncelet et Auguste Durand-Rosé.
Les expositions qui, en avril 1933 puis en avril 1934 à la Galerie Simonson, réunissent cinq jeunes artistes que Germain Bazin dit liés par un « commun sentiment de retour à l'objet » en un groupe baptisé N.G.S. (Nouvelle Galerie Simonson) se composent d'Adrien Holy, Roger Chapelain-Midy, Jacques Lestrille, André Planson et Maurice Georges Poncelet. « Chez Simonson, le groupe de la N.G.S. s'est classé comme une des meilleures équipes de la jeune génération. Tous les cinq manifestent une sympathique volonté de ne pas se contenter d'esquisses heureuses, mais de préciser, de composer, de peindre avec solidité, éclat, juste mesure des tableaux achevés » s'enchante dès la première exposition Maximilien Gauthier pour évoquer lors de la seconde exposition cette « intéressante équipe dont il m'est déjà arrivé de dire le mérite, le sérieux, l'amour du beau métier et qui continue fermement ». René Huyghe, pour sa part, définit dans le même temps la singularité des cinq artistes par « la pratique d'un art moins précieux, mais plus volontaire. Le souci des vérités ennsentielles de l'art, d'un métier solide et sûr, aboutit chez eux à un art plus positif, moins proche de la rêverie ».

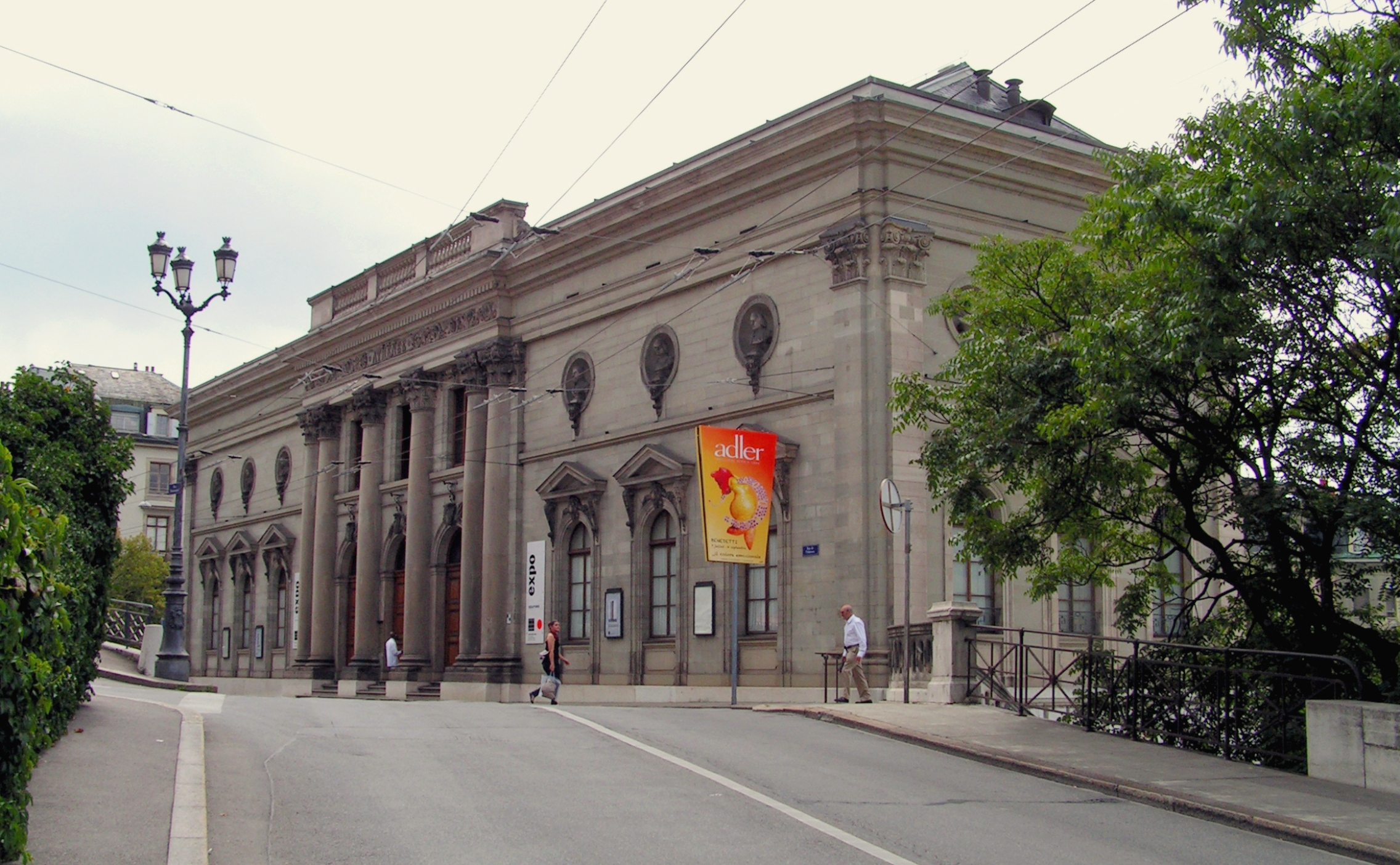
Palais de l'Athénée, Genève

### Retour en Suisse
De retour en Suisse en 1939, Adrien Holy est de 1942 à 1946 commissaire aux expositions de la Société des arts de Genève dont le siège se trouve au palais de l'Athénée.
Il enseigne à l'École des beaux-arts de Genèce de 1961 à 1966. De 1961 à 1968, il est président de la Commission fédérale des arts.
Mort le 29 décembre 1978, Adrien Holy repose au cimetière des Rois à Genève.

## Œuvres

### Contributions scénographiques

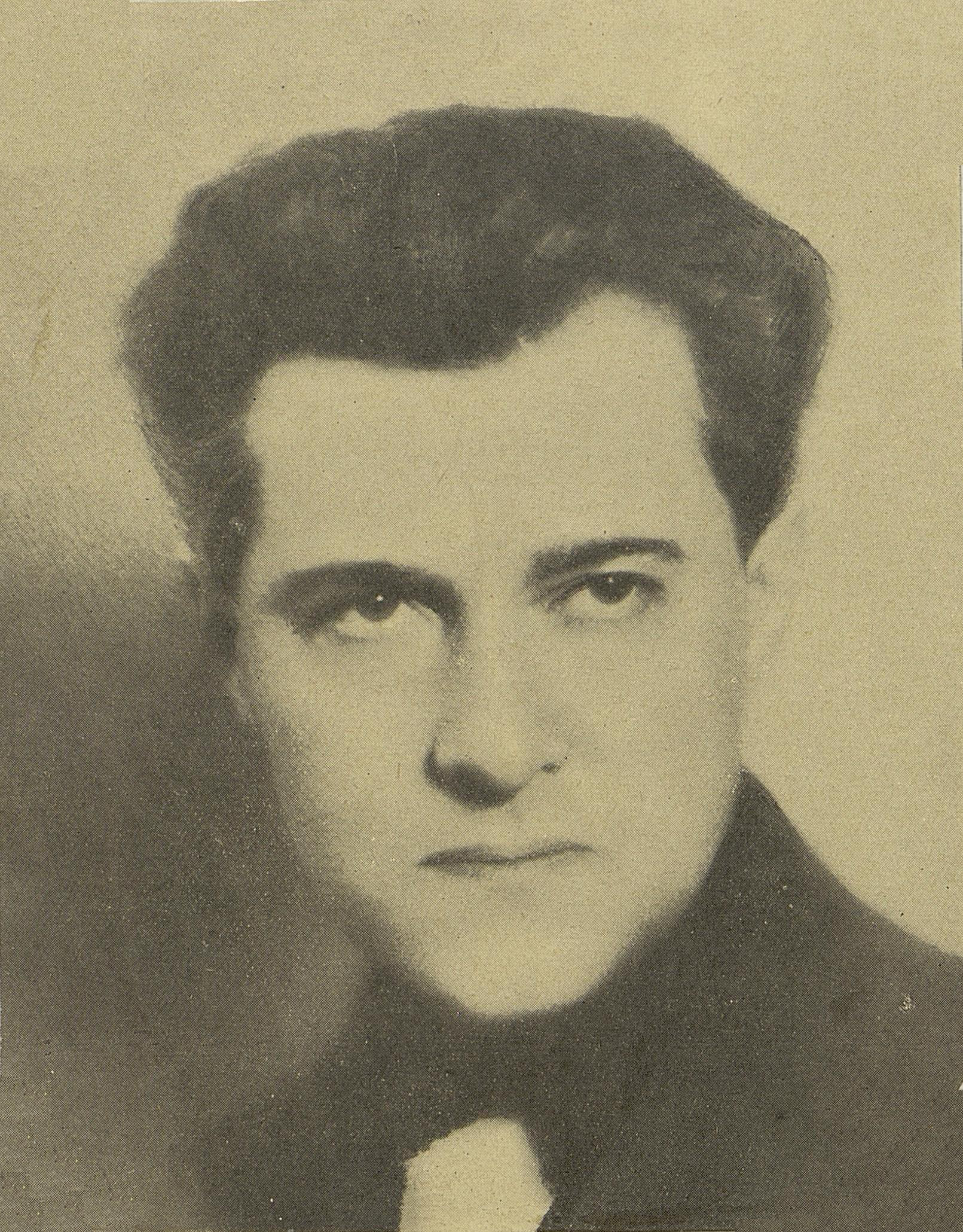
Gaston Baty

- Maya de Simon Gantillon, mise en scène de Gaston Baty, décors d'Adrien Holy et Boris Mestchersky, avec Marguerite Jamois, Suzanne Demars, Héléna Manson et Henri Crémieux, Studio des Champs-Élysées, Paris, 1924[13].
- La Cavalière Elsa de Paul Demasy d'après Pierre Mac Orlan, mise en scène de Gaston Baty, décors et costumes d'Adrien Holy, avec Marguerite Jamois, Suzanne Demars, Marcel Delaître et Robert Le Vigan, Studio des Champs-Élysées, Paris, 1925[14].
- La machine à calculer d'Elmer Rice, mise en scène de Gaston Baty, décors d'Adrien Holy, Studio des Champs-Élysées, Paris, 1927[15].
- Feu du ciel de Pierre Dominique, mise en scène de Gaston Baty, décors d'Adrien Holy, avec Alexandre Arquillière, Armand Bour et Germaine Dermoz, Théâtre Pigalle, Paris, 1930[16].
- Jedermann de Charly Clerc d'après Hugo von Hofmannsthal, mise en scène d'Alfred Penay, scénographie, costumes et lumières d'Adrien Holy, avec Léopold Biberti (de), Greta Prozor et Daniel Fillion, parvis de la cathédrale Saint-Pierre de Genève, 1943[17].

### Contributions bibliophiliques
- Simon Gantillon, Maya - Spectacle en un prologue, neuf tableaux et un épilogue illustrations hors texte d'Adrien Holy, Paul Colin, Boris Mestchersky et Henri Manuel, cinquième cahier de Masques, 1927.
- Charles Baudelaire, Le Spleen de Paris, 22 lithographies originales d'Adrien Holy, 250 exemplaires numérotés, éditions André Gonin, Lausanne, 1945.
- Jean Giono, Naissance de l'Odyssée, 26 lithographies originales d'Adrien Holy, 159 exemplaires numérotés, éditions A. et P. Gonin, Lausanne, 1963.

### Affiches
- Cinquantenaire du tunnel du Simplon, 1906-1956, lithographie, 1956[18].

## Expositions

### Expositions personnelles
- Galerie Marseille, Paris, 1936[19].

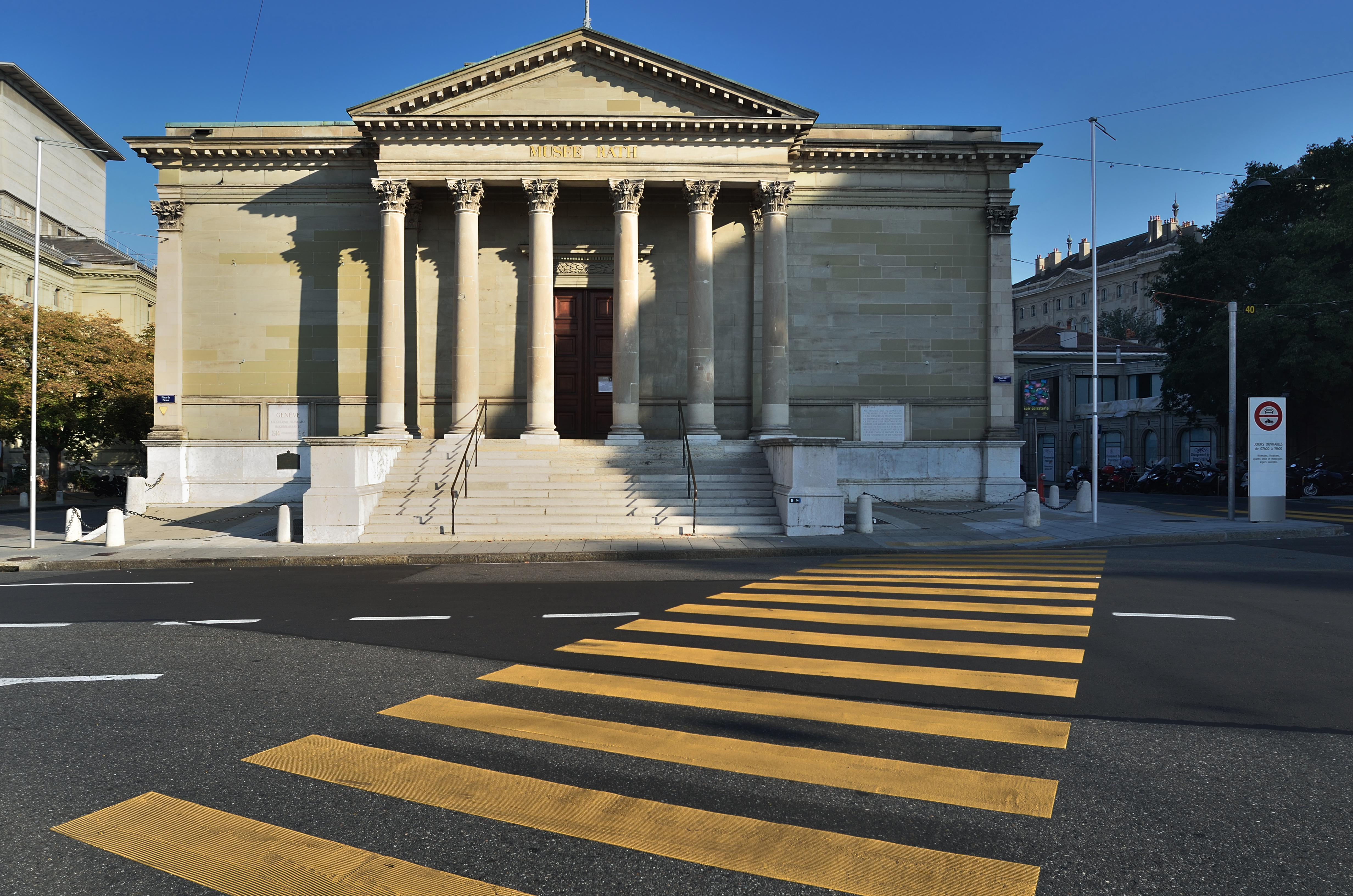
Musée Rath, Genève

- Kunstsalon Wolfsberg, Zurich, janvier-février 1949.
- Galerie Motte, Genève, 1950.
- Galerie de la cathédrale, Fribourg, 1966.
- Musée Rath, Genève, 1968[20].
- Galerie d'Etraz, Lausanne, mars-avril 1978[21].

### Expositions collectives

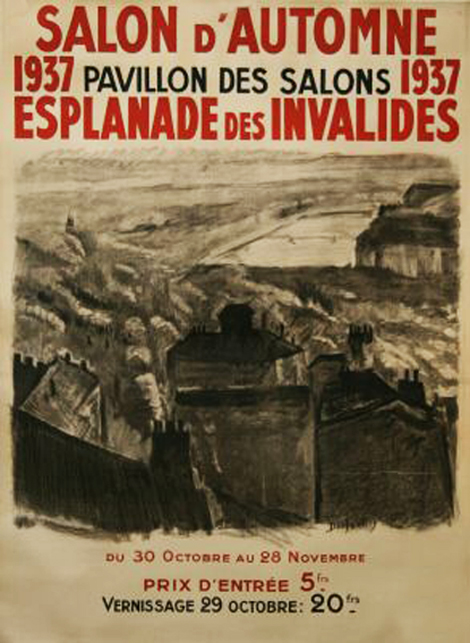
Affiche du Salon d'Automne, Paris, 1937

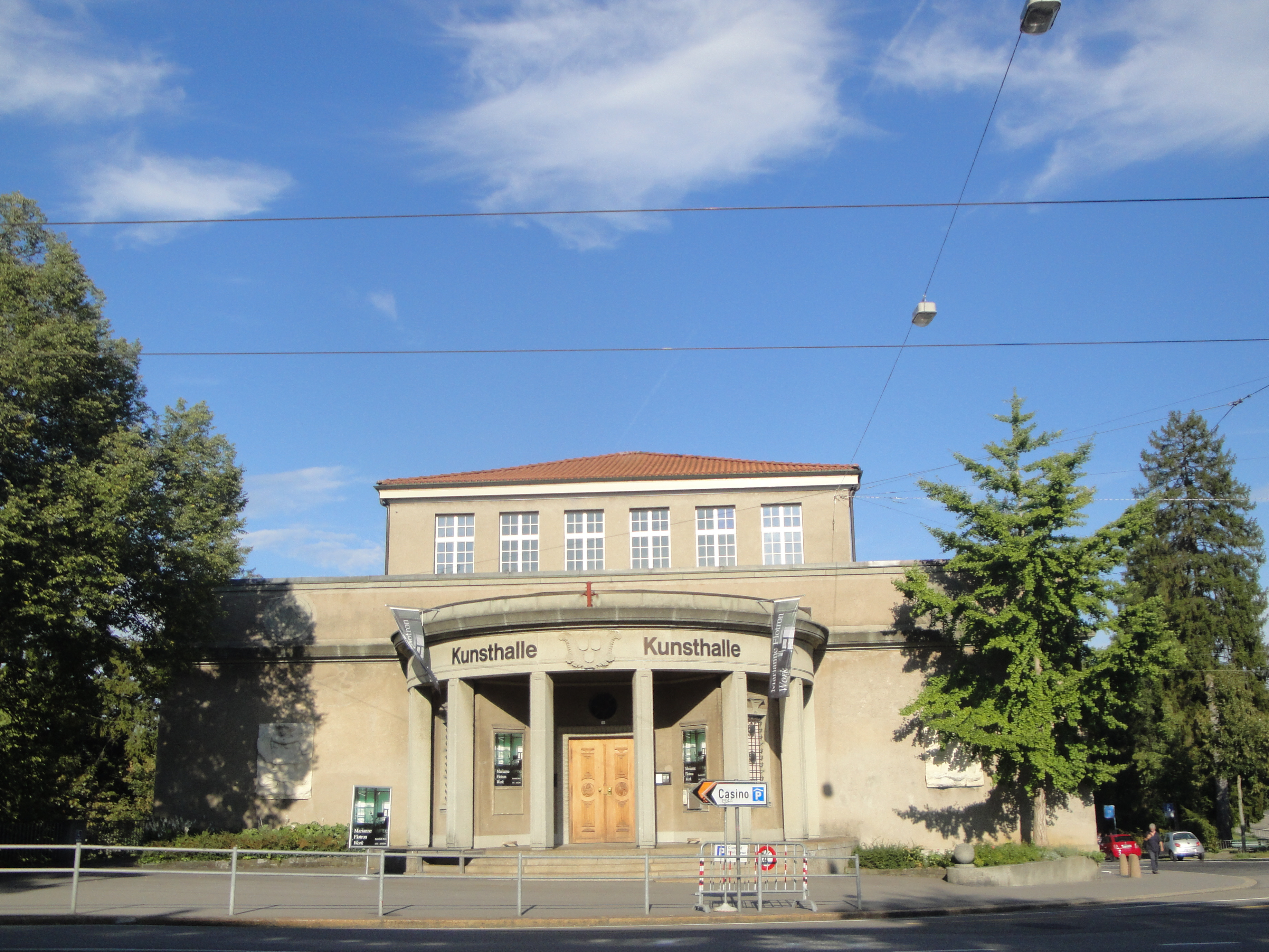
Kunsthalle de Berne

- Salon des Indépendants, Grand Palais des Champs-Élysées, Paris, à partir de 1922[22], soit entre autres janvier-mars 1931[4], 1934[3].
- Jean Aujame, André Breuillaud, Frédéric Delanglade, Adrien Holy, André Planson, Galerie Speranza, Paris, février-mars 1932[23].
- Exposition du Grand Prix de peinture - Paul Charlemagne, Raymond Feuillatte, Adrien Holy, Roland Oudot, René Thomsen…, Paris, 1932[23].
- Salon de Grenoble - Jean Charlot, André Holy, Jacques Lestrille, Madeleine Luka, André Planson, François Pompon, Pierre Tal Coat, Kostia Terechkovitch…, Grenoble, août 1932[24].
- Salon d'Automne, Paris, sociétaire en 1935[25],[26], 1937[27].
- Salon d'art contemporain, Anvers, 1933[15].
- Exposition de la N.G.S. - Groupe de cinq jeunes peintres : Adrien Holy, Roger Chapelain-Midy, Jacques Lestrille, André Planson, Maurice Georges Poncelet, Galerie Simonson, 19, rue de Caumartin, Paris, avril 1933[9], avril 1934[28],[29].
- Exposition du Grand Prix de peinture Jacques Darnétal, Galerie Georges Bernheim, 40, rue La Boétie, Paris, juin 1933[8]
- Premier Salon jurassien, Tramelan, 1934[30].
- Salon des Indépendants bordelais, Galerie des beaux-arts, Bordeaux, octobre-novembre 1934.
- Carl Bieri, Georges Dessouslavy, Richard Hartmann, Adrien Holy, Paul Albert Mathey, Léon Perrin, Maurice Robert, Lucien Schwob, Kunsthalle de Berne, mars-avril 1936[31].
- Exposition nationale, Berne, 1936[30].
- Treize peintres - Robert Antral, Jean de Botton, Paul Charlemagne, Germain Delatousche, Adrien Holy, Léopold Pascal, Maurice Georges Poncelet, Clément Serveau…, Galerie Barreiro, Paris, janvier-février 1937[32].
- XXIe Exposition nationale des beaux-arts, Musée d'Art et d'Histoire de Genève, septembre-octobre 1946.
- Cinq artistes du XXe siècle, musée de Saint-Imier, juin-septembre 2010[33].
- De Cuno Amiet à Zao Wou-Ki, le fonds d'estampes Cailler, Musée d'art de Pully, 2013[34].

## Réception critique
- « Plus complet et plus mûr que celui de ses compagnons est la talent d'Adrien Holy, maître d'une matière dense et amoureuse, brillante, robuste, saine dans sa finesse, capable d'étayer de fortes constructions à dominantes rouges, safranées, et de se plier à l'expression des formes les plus diverses de la vie, du paysage à la scène d'intérieur, au portrait ; il y a là, incontestablement, un peintre, et peut-être même la promesse d'un grand artiste. » - Maximilien Gauthier[10]
- « Il y a davantage d'intellectualité chez Holy, de qui chaque œuvre se présente comme une poétique transfiguration du réel où l'atmosphère est un composé précieux des qualités lumineuses de chacun des éléments de la composition, de leur rayonnement, de leurs échanges. Holy compose par les valeurs de lumière, par les sonorités, les résonances des couleurs ; son art est une prédominance de l'intelligence affective et du parfum spirituel sur la réalité tactile. » - Roger Brielle[35]

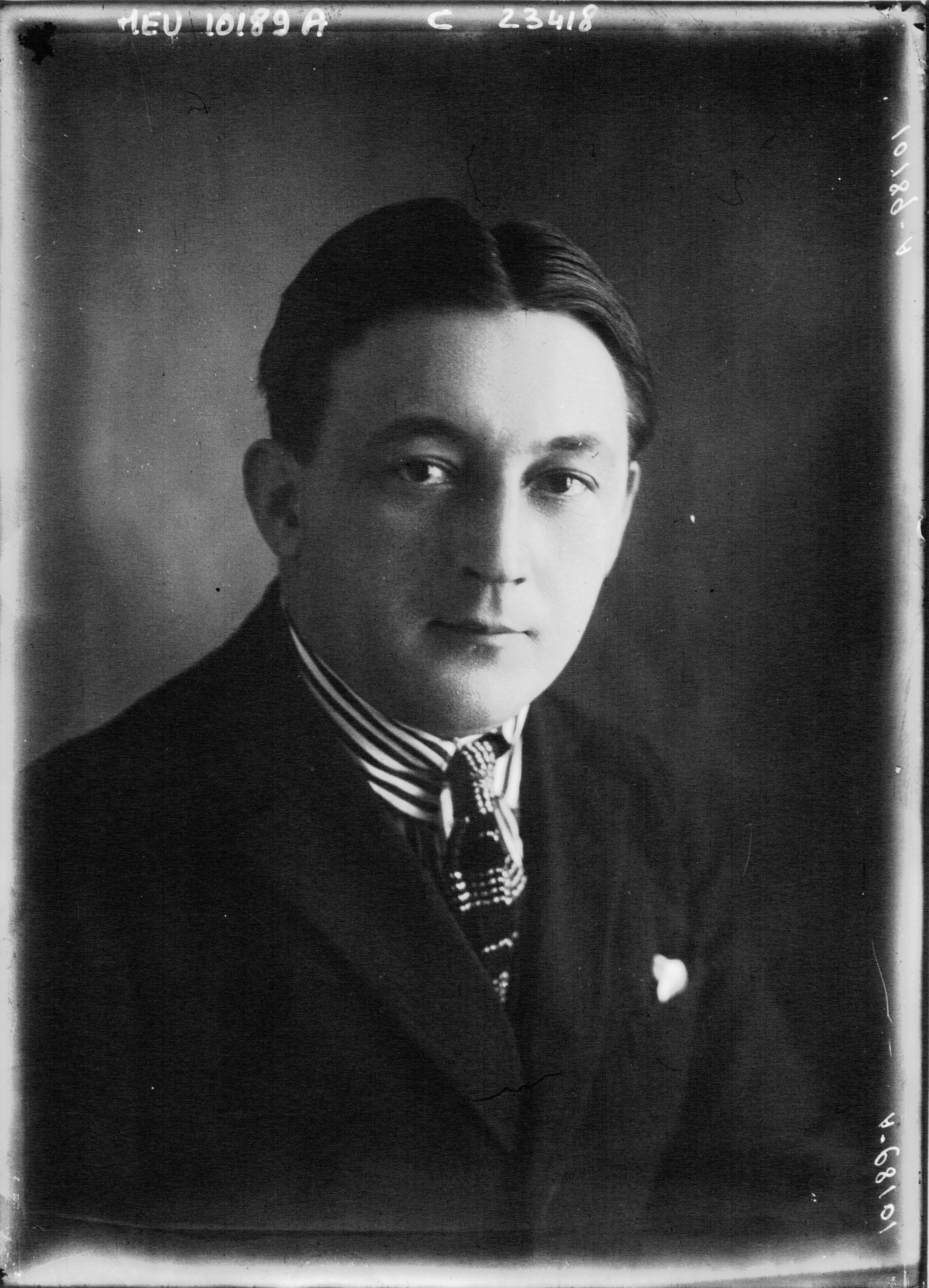
André Warnod

- « Son art dépouillé, débarrassé de tous parasites, offre une symphonie de couleur et de lumière d'un vif accent. Il aborde les grandes questions de la lumière et de la couleur, il essaie d'aller toujours plus loin dans ce sens avec un réel bonheur. » - André Warnod[36]
- « Une composition, pour Holy, est avant tout un problème de couleurs à résoudre : autour d'une tache lancée sur un mur au centre de la toile, il ordonne tout le jeu des rapports, des reflets, des combinaisons de tons. Tout doit se plier à ce principe tyrannique, et le nu lui-même ne compte que par sa faculté de retenir la lumière et parce qu'il donne l'occasion d'un jeu nouveau et inattendu. Il compte aussi par l'arabesque de ses limites, de ses contours qui se laissent manger volontiers selon les exigences picturales du tableau. Mais quand Holy se trouve face à face avec la nature, quand il est devant un paysage, de vieilles maisons villageoises, un port norvégien, il sait s'humilier, peintre et homme, et certaine ruelle descendante n'évoque-t-elle pas l'esprit de Paul Cézanne ? » - Michel Florisoone[19]
- « Ce peintre suisse qui habita vingt ans à Paris entre les deux guerres est l'auteur de plusieurs décors et de grands panneaux décoratifs pour le Théâtre des Champs-Élysées et le Théâtre Pigalle. Au-delà de leur solide structure interne, ses tableaux de chevalet s'apparentent à ceux des tendances qu'on a baptisées, faite de mieux, la Réalité poétique. » - Gérald Schurr[37]
- « Il fut adopté par Maurice Georges Poncelet, André Planson et Roger Chapelain-Midy dans leur groupe et cité par la critique sur le même plan. Comme eux, en réaction contre les complexes expériences cubistes, il partit à la recherche d'un art directement réaliste, mais sévère en ses principes. Ce qui distingue le style de Holy est son sens particulier de la matière qui le fait procéder par grattages et superpositions. » - Dictionnaire Bénézit[38]

## Collections publiques

### France
- Musée national d'art moderne, Paris, Fjord d'Oslo, gouache 37,7x52,5cm, 1936[6].
- Secrétariat d'État chargé de la jeunesse et des sports, Paris, Paysage de la Corrèze, peinture 45x75cm, vers 1926 (dépôt du Centre national des arts plastiques)[39].

### Suisse
- Cabinet des estampes de la Bibliothèque nationale suisse, Cinquantenaire du tunnel de Simplon, 1906-1956, affiche lithographique 127x90,5cm, 1956[18].
- Bibliothèque de Genève, Pont sur le Rhône, Genève, estampe 30,7x22,2cm[40],
- École de Trembley, Genève, Les quatre éléments, peinture murale, 1950[41],[42].
- Musée d'Art et d'Histoire de Genève[43] :

- Intérieur, huile sur toile 65x81cm, 1946 ;
- Intimité, huile sur toile 97x130cm, 1949 ;
- La chambre, lithographie 38,5x57,3cm, 1949 ;
- Port, lithographie 38,7x49,7cm, 1952 ;
- Dix lithographies d'artistes suisses, planche n°2 par Adrien Holy, 1955 ;
- Le canal de Saint-Louis, le quai, lithographie 50x65cm, 1960 ;
- Trois garçons, lithographie 32,7x25cm ;
- Sans titre, lithographie 21x15cm.

- Église de Grandfontaine (Jura), Résurrection, peinture murale du chœur, 1955-1956[44].
- Office de la culture, Porrentruy, La chambre, lithographie 38x57cm, 1949[45].
- Musée d'art de Pully, Poissons, lithographie (ancienne collection Pierre Cailler)[34].
- Fondation de la Société des beaux-arts de Vevey (Musée Jenisch Vevey), Boutique italienne, huile sur toile 54x73cm, 1965[46].
- Musée Oskar Reinhart « Am Römerholz », Winterthour[15].

## Collections privées
- La Mobilière, Genève, Façade tessinoise, huile sur toile 89x130cm, 1968[47].

## Prix et distinctions
- Prix culturel de la ville de Genève, 1971[47].